# Аполот, Кристина
Кристина Аполот (англ. Christine Apolot) — угандийский педагог и политик, председатель местного совета округа Куми с июня 2016 года. В 2021 году баллотировалась в качестве представителя женщин в парламенте округа Куми от партии «Движение национального сопротивления».

## Ранняя жизнь и образование
Аполот родилась в угандийском районе Куми, получила диплом первой степени в области образования в Университете Куми, имеет сертификат по административному праву от Центра развития права. С марта 2021 года училась в аспирантуре по специальности «Государственное управление» в Институте менеджмента Уганды.

## Карьера
Аполот начала свою карьеру в качестве учителя средней школы. В 2016 году занялась политикой в партии Движение национального сопротивления в качестве председателя местного совета в округе Куми. Она стала не только первой женщиной, занявшей место в регионе Тесо, но и одной из трех женщин на национальном уровне, ставших председателями местных советов в Уганде. В настоящее время она является членом парламента от женщин, избранным от округа Куми в 11-м парламенте Уганды, заменив на этом посту Монику Эмодинг.